# Blagovestenszka görögkeleti templom (Szentendre)
A Blagovestenszka szerb görögkeleti templom (szerbül: Благовештенска црква) Pest vármegyében, Szentendrén található.

## Története, leírása
A törökök elől menekülő görögök, szerbek, dalmátok, bosnyákok telepedtek le Szentendrén, többek között a mai Fő tér és a Duna közti területen. 1690-ben Csernojevics Arzén ipeki pátriárka alatt fatemplomot építettek. A délről jött ikonfestők 1721-ben megfestették a Blagovestenszka, azaz Angyali Üdvözlet templom régi ikonosztázát, melyet később az izbégi templomba vittek át. 
A ma is álló templom alapjait 1752. június 3-án rakták le. Az épület hasonlóságot mutat a pesti szerb templommal és a kalocsai főszékesegyházzal, így azt feltételezik, hogy ezt a templomot is Mayerhoffer András (1690-1771) tervezte. A templomot 1754. október 15-én Dioniszilje Novákovics budai püspök szentelte fel. A templom védőszentje Gyümölcsoltó Boldogasszony. 
A Fő tér keleti oldalán emelkedő, kelet-nyugat tengelyű templom barokk és rokokó stílusban épült. Középtornyos főhomlokzatát a négy falpillér három részre osztja. A gazdagon díszített főbejárat fölött tört ívű kapuszemöldök és szemöldökpárkány látható. A kapu két oldalán álló, csigás, leveles fejezetű és lábazatú oszlopok áttört mellvédű erkélyt tartanak. A kórusablak fölött ovális vakablak látható, két oldalán pedig lépcsőzetes ívű vakablakok. Homlokzati tornya 28 méter magas, a két oldalán lévő, íves oromzat párkányzatának szélén egy-egy kőkancsó és egy-egy apró obeliszk látható. A kőkeretes harangablakok különlegességei az apró, íves kőerkélyek. 
Kőkeretes, tölgyfából készült oldalsó bejárat fölött íves keretben Szent Konstantin és Szent Ilona freskója látható. A bejárat mellett az 1759-ben 48 évesen elhunyt Tolojanne Demeter, görög feliratú, vörösmárvány síremléke található. 
Az oldalhomlokzatokat kettős falpillérek négy szakaszra osztják. Minden szakaszban egy félköríves ablak, fölötte pedig ovális ablakok helyezkednek el.
A templomhajót háromszakaszos, fiókos dongaboltozat, míg a kőből készült kórust csehsüvegboltozat fedi. A falakat rokokó féloszlopok kísérik. 
Az ikonosztáz képeit Mihailo Zsivkovics (1776-1824) budai szerb festő készítette 1802-1804 között. 
Az 1920-as évek végétől a rendszeres szertartások megszűntek, a templomot – amely ma már többnyire csak múzeumként szolgál – a püspöki székesegyház parókusa látja el.
2008-ban felújították.
A templom északi oldalával összeépült az egykori szerb ortodox iskola. A kora klasszicista épület napjainkban a Ferenczy Múzeumnak ad helyet.
A szentendrei iskolákat 1787-ig, II. József iskolarendeletéig az ortodox egyház felügyelte. Ekkor a császári rendelet szerint az iskolákban a német nyelven kellett oktatni, ezért a városi tanácsnak görög és katolikus iskoláról kellett gondoskodnia. Az iskolák építése elhúzódott, és felvetődött hogy a Blagovestenszka-templomot alakítsák át iskolává és tanítói lakássá. II. József halála előtt az iskolarendeletet is visszavonta, így az átalakításokra nem került sor.
1797-ben felépült az iskola a templom mellett, ami 1812 és 1816 között a szerb tanítóképző intézet épületéül szolgált.

## Képgaléria

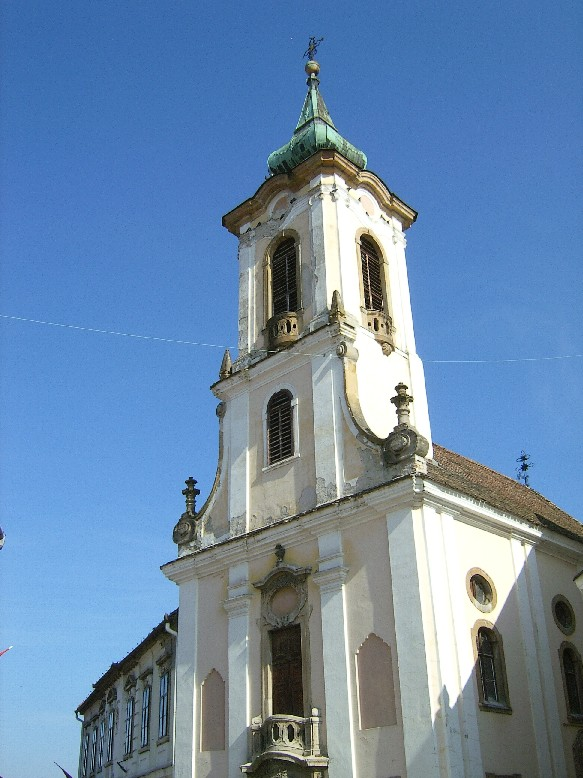
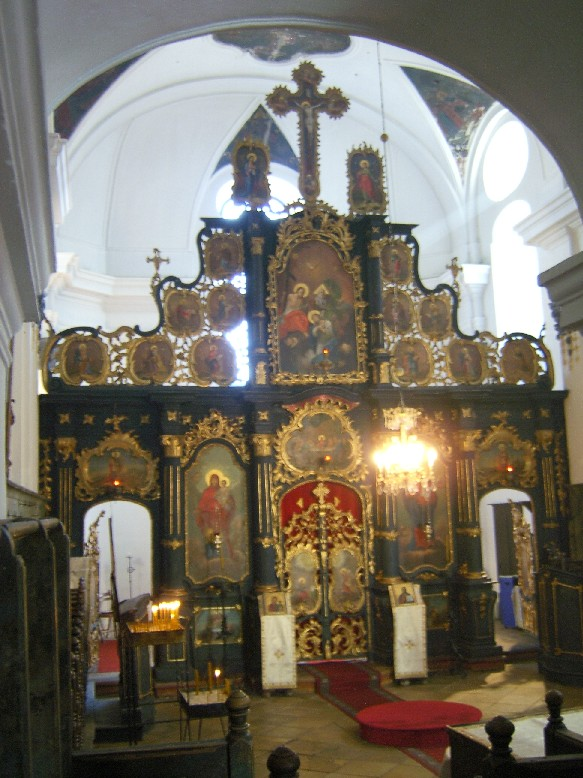
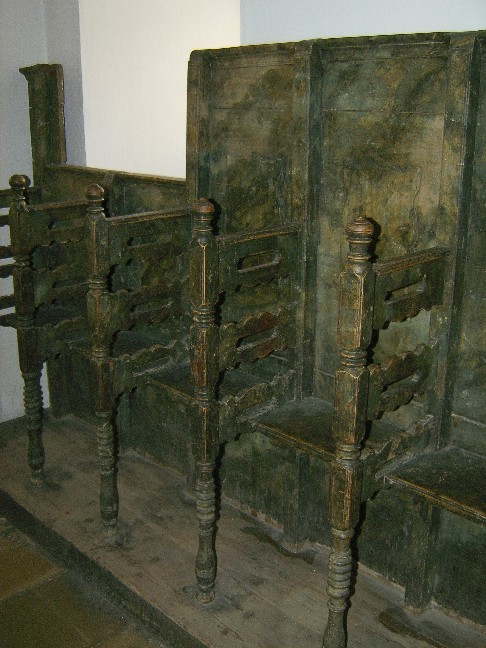
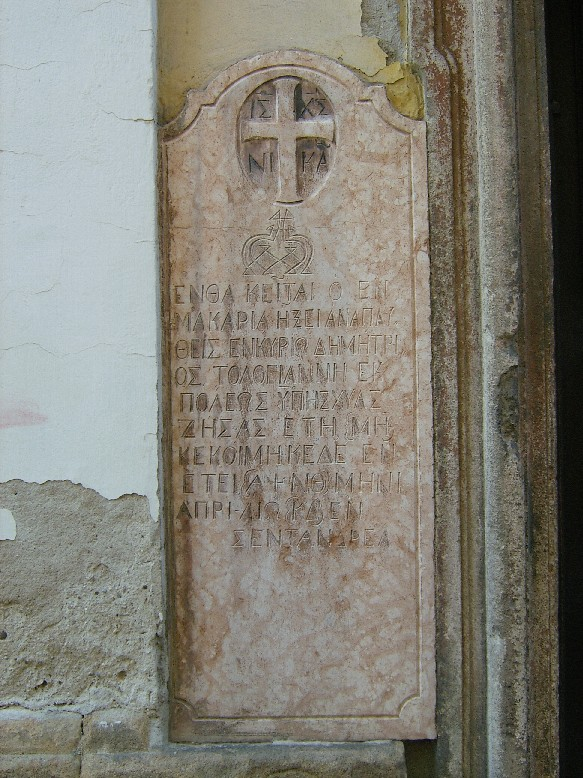
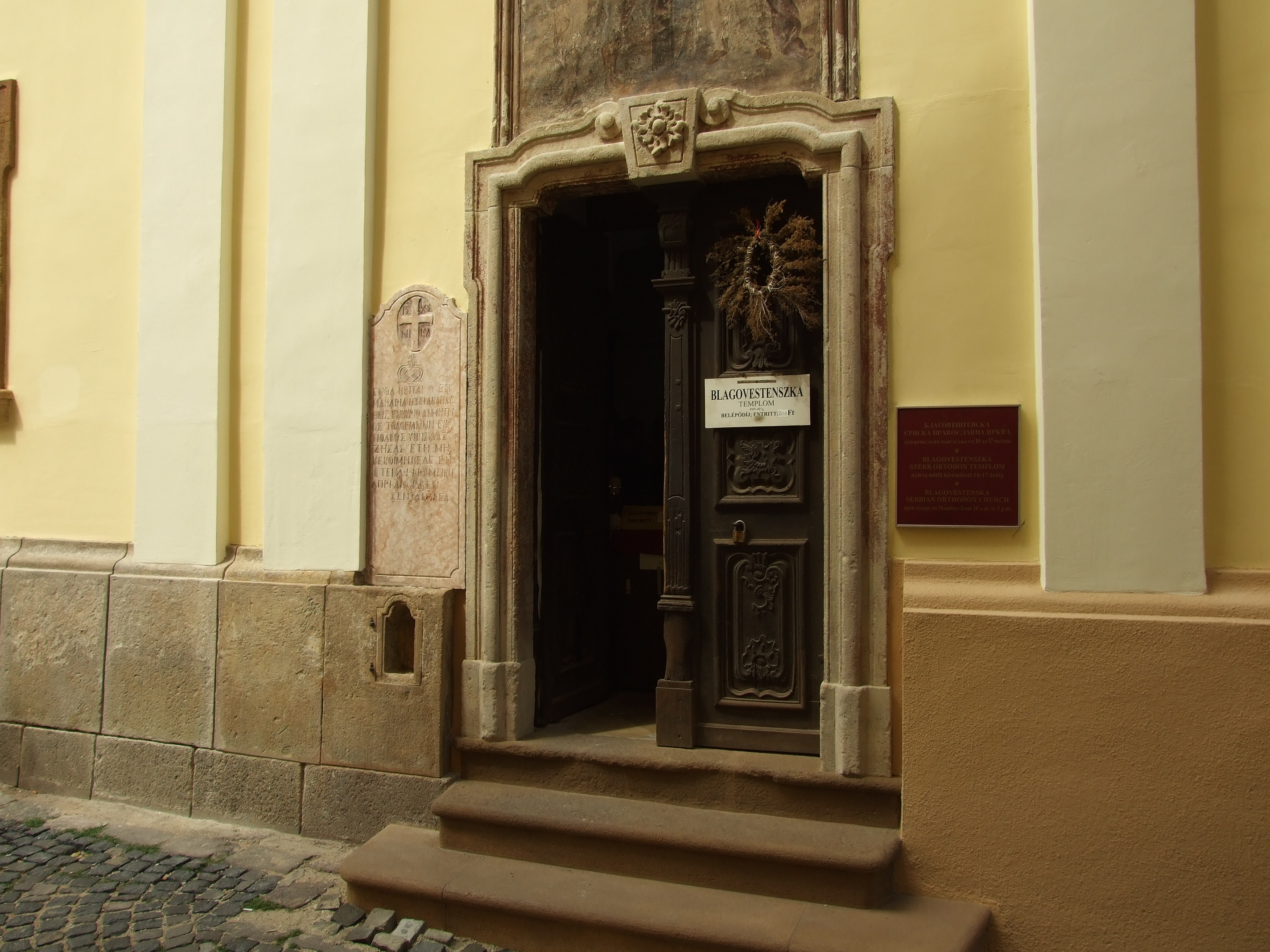

## Források

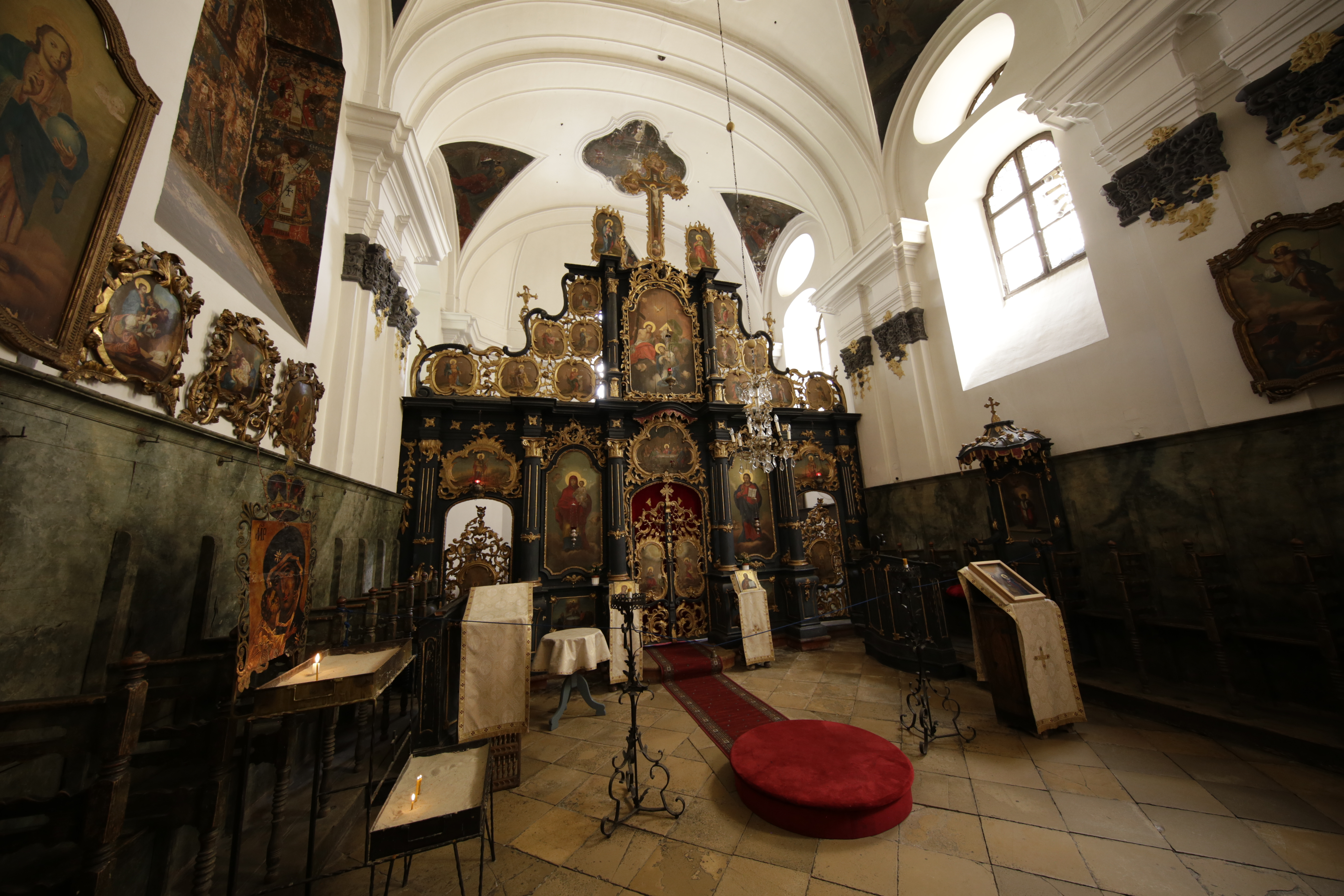
Templombelső